# Solheim Cup 1990
Navigation
1992
La Solheim Cup 1990 est la première édition de la Solheim Cup et s'est déroulée du 16 novembre 1990 au 18 novembre 1990 sur le parcours du Lake Nona Golf & Country Club à Orlando, Floride, aux États-Unis. L'équipe américaine remporte la rencontre sur le score de 11 ½ à 4 ½.

## Les équipes
| États-Unis      | Europe                 |
| --------------- | ---------------------- |
|                 |                        |
| Capitaines      |                        |
| Kathy Whitworth | Mickey Walker          |
| Joueuse         | Joueuse                |
| Pat Bradley     | Helen Alfredsson       |
| Beth Daniel     | Laura Davies           |
| Cathy Gerring   | Marie-Laure De Lorenzi |
| Rosie Jones     | Trish Johnson          |
| Betsy King      | Liselotte Neumann      |
| Nancy Lopez     | Alison Nicholas        |
| Dottie Mochrie  | Dale Reid              |
| Patty Sheehan   | Pam Wright             |

## Compétition

### Vendredi

#### Foursomes
| Drapeau des États-Unis       | Résultats  |                                      |
| ---------------------------- | ---------- | ------------------------------------ |
| Pat Bradley/Nancy Lopez      | 2 & 1      | Laura Davies/Alison Nicholas         |
| Cathy Gerring/Dottie Mochrie | 6 & 5      | Pam Wright/Liselotte Neumann         |
| Patty Sheehan/Rosie Jones    | 6 & 5      | Dale Reid/Helen Alfredsson           |
| Betsy King/Beth Daniel       | 5 & 4      | Trish Johnson/Marie-Laure de Lorenzi |
| 3                            | Session    | 1                                    |
| 3                            | Au général | 1                                    |

### Samedi

#### 4 balles meilleure balle
| Drapeau des États-Unis       | Résultats  |                                      |
| ---------------------------- | ---------- | ------------------------------------ |
| Betsy King/Beth Daniel       | 4 & 3      | Laura Davies/Alison Nicholas         |
| Cathy Gerring/Dottie Mochrie | 4 & 2      | Pam Wright/Liselotte Neumann         |
| Patty Sheehan/Rosie Jones    | 2 & 1      | Trish Johnson/Marie-Laure De Lorenzi |
| Pat Bradley/Nancy Lopez      | 2 & 1      | Dale Reid/Helen Alfredsson           |
| 3                            | Session    | 1                                    |
| 6                            | Au général | 2                                    |

### Dimanche

#### Simples
| Drapeau des États-Unis | Résultats  |                        |
| ---------------------- | ---------- | ---------------------- |
| Pat Bradley            | 8 & 7      | Trish Johnson          |
| Beth Daniel            | 7 & 6      | Liselotte Neumann      |
| Nancy Lopez            | 6 & 4      | Alison Nicholas        |
| Cathy Gerring          | 4 & 3      | Helen Alfredsson       |
| Dottie Mochrie         | 4 & 2      | Marie-Laure De Lorenzi |
| Rosie Jones            | 3 & 2      | Laura Davies           |
| Patty Sheehan          | 2 & 1      | Dale Reid              |
| Betsy King             | égalité    | Pam Wright             |
| 5 ½                    | Session    | 2 ½                    |
| 11 ½                   | Au général | 4 ½                    |